# Molopopterus pi
Molopopterus pi är en insektsart som beskrevs av Irena Dworakowska 1973. Molopopterus pi ingår i släktet Molopopterus och familjen dvärgstritar.
Artens utbredningsområde är Sudan. Inga underarter finns listade i Catalogue of Life.